# România la Concursul Muzical Eurovision 2010
Eurovision Song Contest (română : Concursul muzical Eurovision) este o competiție anuală care are loc în țările membre active ale Uniunii Europene de Radio-Televiziune (EBU).
Fondat în urmă cu 54 de ani, Concursul Muzical Eurovision întrunește, astăzi, peste 30 de țări participante din întreaga Europă, față de șapte câte erau în 1956.
România a intrat în concurs în anul 1994.

## Selecția Națională
TVR împreună cu Adevărul organizează anul acesta selecția națională a concursului muzical Eurovision 2010. La sediul Televiziunii Române au ajuns peste 100 de piese, dintre care 111 au fost acceptate. Dintre acestea, juriul a ales, câteva zile mai târziu, un număr de 16.
Valentina Pelinel va prezenta, alături de Horia Brenciu, Selecția Națională Eurovision 2010, care va avea loc la 6 martie, la Circul Globus din Capitală.

## Pre-selecția
Piesele finaliste Eurovision România 2010:
1. „Come As One" - David Bryan ( juriul recomandă schimbarea interpretului)
2. „It's Not Too Late" - Paula Seling și Kamara
3. „Searching for Perfect Emotion" - David Brian
4. „Running Out of Time" - Trupa Pasager
5. „Playing With Fire" - Paula Seling și Ovi
6. „See You in Heaven, Michael" - Mircea Romcescu (juriul recomandă schimbarea interpretului)
7. „Come Along" - Lora ex-Wassabi și Mihai Preda
8. „Jackpot" - Răzvan Krivach
9. „Round Around" - Cătălin Josan
10. „Crazy" - Alexandra Ungureanu
11. „Love Is War" - Tina Geru (ex-Pops)
12. „I'm Running" - Dalma
13. „Save their Lives" - Luminița Anghel
14. „Baby" - Maria Sanchez (juriul recomandă schimbarea interpretului)
15. „Lay Me Down" - Zero
16. „Surrender" - Anda Adam

## Mascota Eurovision 2010
O bucureșteancă de 50 de ani este câștigătoarea concursului de mascote pentru Eurovisionul din acest an. Juriul a avut o misiune dificilă, aceea de a alege din peste 300 de propuneri trimise din toate orașele țării.
Creația desemnată câștigătoare se numeste Eurovi-zâna, iar creatoarea va fi răsplatită cu 500 de euro.

## Ordinea de intrare în Selecția Națională
Sâmbătă, 6 februarie 2010, în cadrul emisiunii  Ne vedem la TVR, au fost prezentați cei 16 finaliști ai selecției naționale Eurovision România 2010.
Astfel că, în finala care va avea loc pe 6 martie 2010, ordinea de intrare în concurs este următoarea:
1. Răzvan Krivaci-Jack Pott
2. Luminița Anghel, Tony Tomas și Adrian Piper - Save their lives
3. Paula Seling & Ovi - Playing with fire
4. Dalma - I'm Running
5. Alexandra Ungureanu - Crazy
6. Trupa Pasager- Running Out Of Time
7. Laura Petrescu & Preda Mihai-Come Along
8. Hotel FM - Come as one
9. ZERO - Lay Me Down
10. Lucia Dumitrescu - See you in heaven Michael
11. Paula Seling & Kamara Ghedi - It's Not Too Late
12. LULU and the puppets - Searching for perfect emotion
13. Anda Adam & Connect-R - Surrender
14. Tina G - Love is War
15. Alexa - Baby
16. Cătălin Josan - Round Around

## La Eurovision
Datorită faptului că Elena Gheorghe, reprezentanta României la Concursul Muzical Eurovision 2009 nu a câștigat, iar România nu este membră fondatoare a "Big Four", reprezentantul României de la ediția din anul 2010 va trebui să participe la una dintre cele două semifinale de la Oslo, din data de 25,27 mai 2010.

### Turneu de Promovare
Interpretul care va câștiga Selecția Națională 2010 va începe din luna martie un turneu de promovare prin Europa. Acesta se va încheia la jumătatea lunii aprilie, când va începe perioada repetițiilor și a conferințelor de presă.

### Delegația României la Oslo
Anul acesta, pe lângă Delegația Oficială, respectiv interpretul câștigător, compozitor/i, textier/i, dansatori, coregraf și jurnaliși, se vor adăuga și Suporterii României la Finala Eurovision 2010. Patru dintre ei vor fi aleși printr-un concurs organizat de Adevărul - Holding/Televiziunea Română, în luna februarie. Vor fi puse la vânzare între 50 și 80 de locuri.

### Repetiții
Interpretul câștigător și dansatorii vor participa la repetiții din două în două zile pe parcursul șederii lor la Oslo. Acestea se vor desfășura la Telenor Arena, în a doua jumătate a lunii mai.

### Finala
La finală România se clasează pe locul 3 cu 162 puncte.